# Aulus Bucius Lappius Maximus
Aulus Bucius Lappius Maximus war ein römischer Politiker und Senator Ende des 1. Jahrhunderts n. Chr.
Ca. 83/84 war Lappius Maximus Prokonsul der Provinz Bithynia et Pontus. Von September bis Dezember des Jahres 86 bekleidete er sein erstes Suffektkonsulat. Nach seinem Konsulat wurde Lappius Maximus Legat der Provinz Germania inferior (87/88–89/90). Als solcher warf er die Revolte des Legaten der Provinz Germania superior, Lucius Antonius Saturninus, nieder, wobei er aber die Dokumente der Mitverschworenen verbrannte. Anschließend daran wurde er zum Legaten der Provinz Syria ernannt, in der die stärkste militärische Truppenmacht des Ostens lag (ca. 90/91–93). Von Mai bis August des Jahres 95 bekleidete Lappius Maximus sein zweites Suffektkonsulat. Im Jahr 102 war er Pontifex.
Lappius Maximus hat laut Cassius Dio die gesamte Korrespondenz des Saturninus vernichten lassen, um die Mitverschworenen des aufständischen Statthalters vor der kaiserlichen Verfolgung zu schützen. Man müsste eigentlich erwarten, dass Domitian ihn deshalb als nicht unbedingt zuverlässig betrachtete. Doch scheint der Kaiser an seiner Loyalität nicht gezweifelt zu haben, wie aus der Statthalterschaft von Syrien und dem zweiten Konsulat zu ersehen ist, die er ihm verlieh. Maximus Behauptung, die Papiere des getöteten Usurpators verbrannt zu haben, dürfte daher wohl erst nach der Ermordung Domitians gefallen sein. Die Grabinschrift seiner Gattin bezeichnet Maximus als confector belli Germanici, also als denjenigen, der den Germanenkrieg zu Ende gebracht hatte. Mit dieser Propagandaformel ist die Niederschlagung des Saturninus gemeint.